# Ian Patrick Williams
Pour les articles homonymes, voir Williams.
Ian Patrick Williams est un acteur britannique.

## Filmographie
- 1985 : Re-Animator : le professeur suisse
- 1986 : Les Poupées (Dolls) : David Bower
- 1987 : Mariés, deux enfants : Beany
- 1988 : Freddy, le cauchemar de vos nuits : Lieutenant Timothy Blocker
- 1991 : Mauvaise Rencontre : ?
- 1991 : L'Amour avant tout : ?
- 2000 : American Tragedy : Gil Garcetti
- 2002 : Chewing-gum et Cornemuse : Sean
- 2003 : King of the Ants : Tony
- 2007 : Super Héros Movie : le roi de Suède
- 2007 : Chicago Massacre : Harry le barman
- 2008 : Périls sur la terre (Polar Opposites) (téléfilm) : directeur Thompson